# قول مأثور

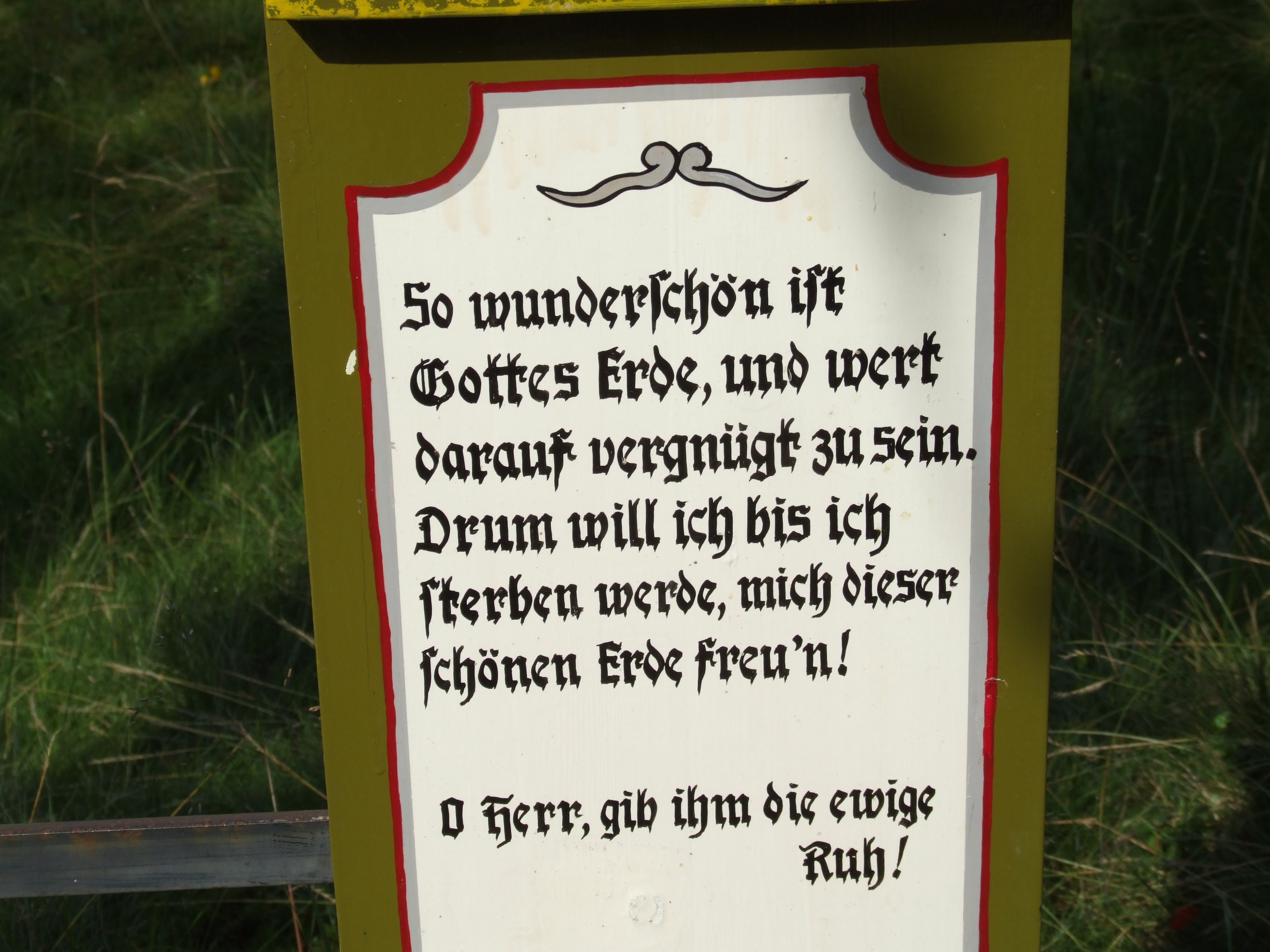

القول المأثور مقولة مقتضبة شائعة تحمل حكمة ما، أو حقيقة، كثيرا ما تنسب إلى شخص يحظى باحترام قطاع من الناس وتنجم عن خبرة اكتسبها في حياته. ويعتبر القول المأثور صحيحا عند الكثير من الناس، أو يكتسب مصداقية لكثرة توارده.

## وصلات خارجية
- موقع مقولة - أشهر وأفضل المقولات